# I liga słowacka w piłce nożnej mężczyzn
1. liga (słow. 1. slovenská futbalová liga, dla celów sponsorskich – Niké liga) – najwyższa w hierarchii klasa męskich ligowych rozgrywek piłkarskich na Słowacji, będąca jednocześnie najwyższym szczeblem centralnym (I poziom ligowy), utworzona w 1993 roku i od samego początku zarządzana przez Słowacki Związek Piłki Nożnej (SFZ). Zmagania w jej ramach toczą się cyklicznie (co sezon) i przeznaczone są dla 12 najlepszych krajowych klubów piłkarskich. Jej triumfator zostaje Mistrzem Słowacji, zaś najsłabsze drużyny są relegowane do 2. ligi (II ligi słowackiej).

## Historia
Mistrzostwa Słowacji w piłce nożnej rozgrywane są od 1925 roku. W latach 1925–1938 oraz 1945–1993 odbywały się Mistrzostwa Czechosłowacji. Niejednokrotnie zmieniał się format rozgrywek. W 1993 po rozpadzie Czechosłowacji została założona 1. liga. W latach 2006–2011 nosiła formalnie nazwę Superliga jednak używano nazwy Corgoň liga (od nazwy sponsora). W latach 2014–2023 głównym sponsorem rozgrywek była firma Fortuna (od nazwy sponsora). Od sezonu 2023/2024 liga nosi nazwę Niké liga (od nazwy sponsora), W poszczególnych latach liga nazywała się:
- 1993–1997 – 1. liga
- 1997–2002 – Mars superliga
- 2002–2003 – 1. liga
- 2003–2014 – Corgoň liga
- 2014–2023 – Fortuna liga
- od 2023 – Niké liga

## System rozgrywek
Obecny format ligi zakładający podział na grupy po 2 rundach zasadniczych obowiązuje od sezonu 2017/18.
Rozgrywki składają się z 22 kolejek spotkań rozgrywanych pomiędzy drużynami systemem kołowym. Każda para drużyn rozgrywa ze sobą dwa mecze – jeden w roli gospodarza, drugi jako goście. Po dwóch rundach rozgrywek zespoły z miejsc 1-6 walczą w trzeciej rundzie o mistrzostwo i europejskie puchary, a zespoły z miejsc 7-12 o utrzymanie w lidze. Pierwsza szóstka rozgrywa ze sobą mecze – u siebie oraz na wyjeździe. Dolna szóstka również rozgrywa ze sobą mecze – u siebie oraz na wyjeździe. Od sezonu 2006/07 w lidze występuje 12 zespołów. W przeszłości liczba ta wynosiła od 10 do 16. Drużyna zwycięska za wygrany mecz otrzymuje 3 punkty (do sezonu 1993/94 2 punkty), 1 za remis oraz 0 za porażkę.
Zajęcie pierwszego miejsca po ostatniej kolejce spotkań oznacza zdobycie tytułu Mistrzów Słowacji w piłce nożnej. Mistrz Słowacji kwalifikuje się do eliminacji Ligi Mistrzów UEFA. Druga oraz trzecia drużyna zdobywają możliwość gry w Lidze Konferencji UEFA. Również zwycięzca Pucharu Słowacji startuje w eliminacjach do Ligi Konferencji lub, w przypadku, w którym zdobywca krajowego pucharu zajmie pierwsze miejsce w lidze – możliwość gry w eliminacjach do Ligi Konferencji otrzymuje również drużyna, która zwycięży w dodatkowym turnieju play-off dla 4 drużyn. Zajęcie ostatniego miejsca wiąże się ze spadkiem drużyny do 2. ligi. Przedostatnia drużyna w tablicy walczy w barażach play-off z drugą drużyną 2. ligi o utrzymanie w najwyższej lidze.
W przypadku zdobycia tej samej liczby punktów, klasyfikacja końcowa ustalana jest w oparciu o wynik dwumeczu pomiędzy drużynami, w następnej kolejności w przypadku remisu – różnicą bramek w pojedynku bezpośrednim, następnie ogólnym bilansem bramkowym osiągniętym w sezonie, większą liczbą bramek zdobytych oraz w ostateczności losowaniem.

## Skład ligi w sezonie 2025/26
| Uczestnicy poprzedniej edycji | Uczestnicy poprzedniej edycji | Uczestnicy poprzedniej edycji | Uczestnicy poprzedniej edycji |
| --- | ----------------------------- | ----------------------------- | ----------------------------- |
| SLB | Slovan Bratysława             | Bratysława                    | 1                             |
| ŻYL | MŠK Žilina                    | Żylina                        | 2                             |
| STN | Spartak Trnawa                | Trnawa                        | 3                             |
| DDS | DAC Dunajská Streda           | Dunajská Streda               | 4                             |
| KOS | FC Košice                     | Koszyce                       | 5                             |
| ŽPO | FK Železiarne Podbrezová      | Podbrezová                    | 6                             |
| ZMI | Zemplín Michalovce            | Michalovce                    | 7                             |
| KOM | Komárno                       | Komárno                       | 8                             |
| SKA | Skalica                       | Skalica                       | 9                             |
| RUŻ | MFK Ružomberok                | Rużomberk                     | 10                            |
| po barażach |                               |                               |                               |
| TRE | AS Trenczyn                   | Trenczyn                      | 11                            |
| Spadek z 1. ligi 2024/25 |                               |                               |                               |
| DBB | Dukla Bańska Bystrzyca        | Bańska Bystrzyca              | 12                            |
| Awans z 2. ligi 2024/25 |                               |                               |                               |
| TPR | Tatran Preszów                | Preszów                       | 1                             |
| Oznaczenia: - kolumna pierwsza – skróty nazw drużyn, - kolumna trzecia – siedziba klubu, - kolumna czwarta – miejsce zajęte w poprzednim sezonie. |                               |                               |                               |

## Statystyka

### Tabela medalowa
Mistrzostwo Słowacji zostało do tej pory zdobyte przez 8 różnych drużyn.
Stan po sezonie 2024/2025.
| Lp. | Klub                     | Miejsca na podium | Miejsca na podium | Miejsca na podium | Zwycięskie sezony                                             |   |   | |
| --- | ------------------------ | ----------------- | ----------------- | ----------------- | ------------------------------------------------------------- | - | - | --- |
| Lp. | Klub                     | 1.                | Slovan Bratysława | 15                | Zwycięskie sezony                                             | 5 | 6 | 1993/94, 1994/95, 1995/96, 1998/99, 2008/09, 2010/11, 2012/13, 2013/14, 2018/19, 2019/20, 2020/21, 2021/22, 2022/23, 2023/24, 2024/25 |
| 2.  | MŠK Żylina               | 7                 | 6                 | 1                 | 2001/02, 2002/03, 2003/04, 2006/07, 2009/10, 2011/12, 2016/17 |   |   | |
| 3.  | 1. FC Koszyce            | 2                 | 3                 | 0                 | 1996/97, 1997/98                                              |   |   | |
| 3.  | Petržalka Bratysława     | 2                 | 3                 | 0                 | 2004/05, 2007/08                                              |   |   | |
| 5.  | Inter Bratysława         | 2                 | 2                 | 2                 | 1999/00, 2000/01                                              |   |   | |
| 6.  | AS Trenčín               | 2                 | 1                 | 1                 | 2014/15, 2015/16                                              |   |   | |
| 7.  | Spartak Trnawa           | 1                 | 3                 | 10                | 2017/18                                                       |   |   | |
| 8.  | MFK Ružomberok           | 1                 | 1                 | 4                 | 2005/06                                                       |   |   | |
| 9.  | DAC 1904 Dunajská Streda | 0                 | 4                 | 3                 |                                                               |   |   | |
| 10. | FK Senica                | 0                 | 2                 | 0                 |                                                               |   |   | |
| 11. | Dukla Bańska Bystrzyca   | 0                 | 1                 | 3                 |                                                               |   |   | |
| 12. | Matador Púchov           | 0                 | 1                 | 0                 |                                                               |   |   | |
| 13. | FC Nitra                 | 0                 | 0                 | 1                 |                                                               |   |   | |
| 13. | Spartak Myjava           | 0                 | 0                 | 1                 |                                                               |   |   | |